# Szyrkow (osiedle)
Szyrkow (ros. Ширков) – osiedle typu wiejskiego w zachodniej Rosji, w sielsowiecie skoworodniewskim rejonu chomutowskiego w obwodzie kurskim.

## Geografia
Miejscowość położona jest w dorzeczu Swapy, 5 km od centrum administracyjnego sielsowietu skoworodniewskiego (Skoworodniewo), 25,5 km od centrum administracyjnego rejonu (Chomutowka), 89,5 km od Kurska.

## Historia
Do czasu reformy administracyjnej w roku 2010 osiedle Szyrkow wchodziło w skład sielsowietu mieńszykowskiego, który w tymże roku został włączony w sielsowiet skoworodniewski.

## Demografia
W 2015 r. miejscowość zamieszkiwała 1 osoba.